# Paežeriai (rejon szawelski)

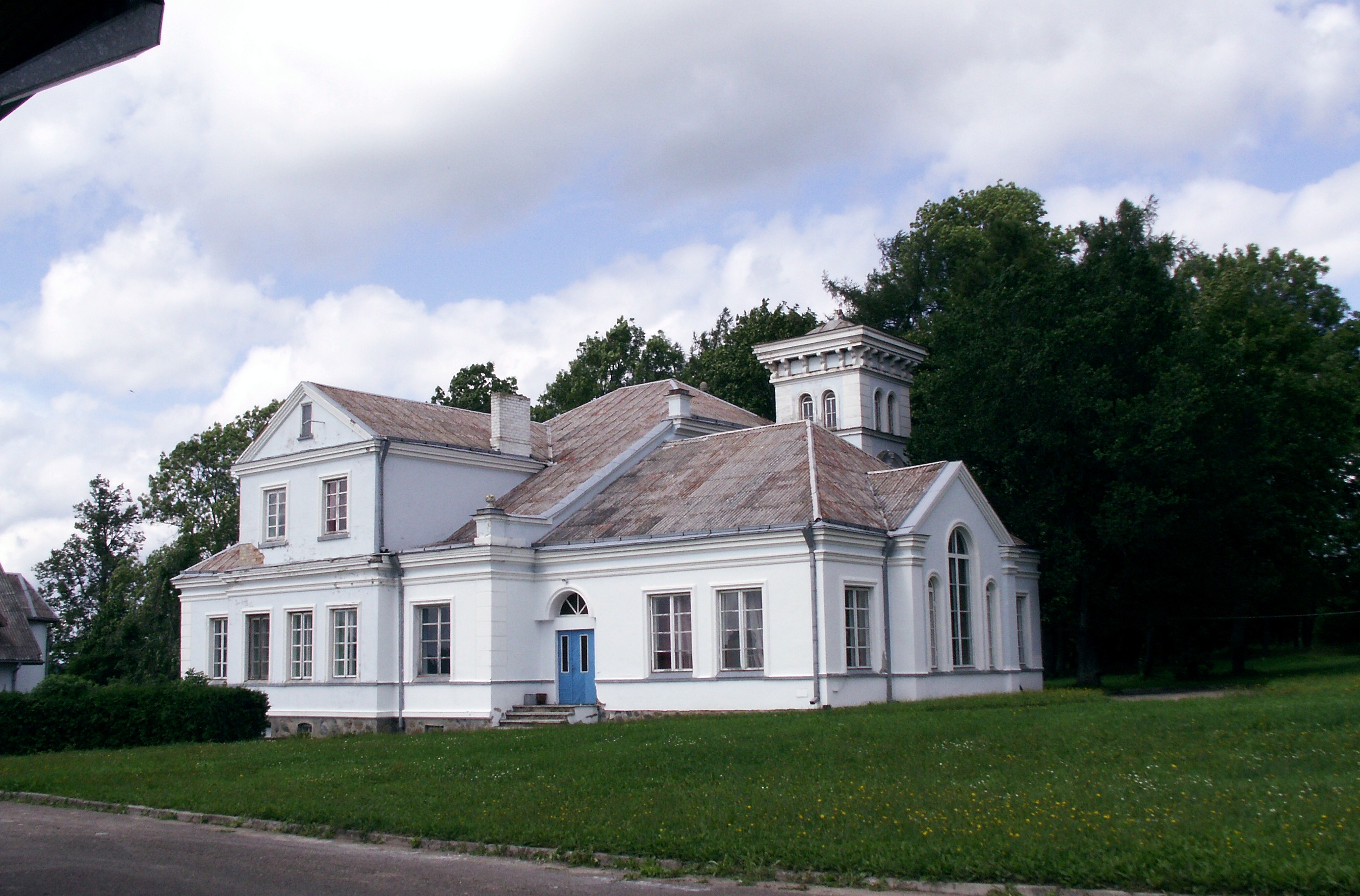
Pałacyk w Pojeziorach (2010)

Paežeriai (hist., pol. Pojeziory) – wieś na Litwie w rejonie szawelskim okręgu szawelskiego, 32 km na zachód od Szawli.

## Historia
Pojeziory były niegdyś jednym z folwarków obszernego dominium Wielkie Dyrwiany, której centrum było siedzibą jednego z 28 traktów Księstwa Żmudzkiego. Według przekazów rodzinnych – przez trzy stulecia (XVII–XIX wiek) było to dziedzictwo rodziny Nagurskich herbu Pobóg (lub Ostoja). Przed 1900 rokiem na mocy układu rodzinnego (podziału majątku) Pojeziory otrzymał Zygmunt Nagurski żonaty z Anną Ciundziewicką (1874–1963). W skład schedy wchodził niewielki dom mieszkalny otoczony starym ogrodem, wraz z 200 ha ziemi, 70 ha jeziora Dyrwiany (Neluda i 1000 ha lasu. Zygmunt odkupił od Edwarda Nagurskiego sąsiedni folwark Józefowo (wg mapy WIG 1:100 000 z 1936 roku – Judzefów) wraz z 500 ha ziemi. Zygmunt Nagurski ufundował w Józefowie/Judzefowie w 1925 kościół, w którym znalazły się groby rodzinne (dzisiaj – wioska lit. Juozapava).
Po III rozbiorze Polski w 1795 roku Pojeziory, wcześniej wchodzące w skład Księstwa Żmudzkiego Rzeczypospolitej znalazły się na terenie guberni kowieńskiej Imperium Rosyjskiego. 10 października 1920 roku na podstawie umowy suwalskiej przyznano je Litwie, która w okresie 1940–1990, jako Litewska Socjalistyczna Republika Radziecka, wchodziła w skład ZSRR.
Wieś w 1959 roku liczyła 76 mieszkańców, 2001 – 15, a w 2011 – 10.

## Pałacyk
Tuż obok starego dworu Zygmunt Nagurski wybudował nowy, murowany, eklektyczny pałacyk według projektu architekta Kaczkowskiego. Budowę ukończono w 1910 roku. Jest to asymetryczny dom o zróżnicowanej bryle. W części środkowej jest dwukondygnacyjny, prawy narożnik objęty kiedyś tarasem jest parterowy, przy lewym narożniku wzniesiono dwukondygnacyjną wieżę. Główne wejście było początkowo w wieży.
Obie części – stary dwór na planie prostokąta i nowy pałacyk na planie kwadratu przylegały do siebie i stanowiły organiczną całość.
Park o wymiarach 500 x 300 m założony w latach 1900–1905 przez pomologa Zaleskiego wchłonął stary ogród. Ciągnął się wzdłuż brzegu jeziora. Przed domem znajdowały się dwa koliste trawniki z klombami światowymi. Na jednym z gazonów stała dwukondygnacyjna altana, która byłą w dolnej części murowana, a w górnej – drewniana i otwarta z dachem wspartym na słupach. W ogrodzie, który łączył się z sadem, poza świerkowymi zagajnikami i szpalerami lipowymi, rosły cedry, limby syberyjskie, modrzewie i topole srebrzyste.
Pałacyk przetrwał do dziś. Drewniany dwór został rozebrany. W miejscu, w którym była altana widokowa, zbudowano budynek mieszkalny. Całość pełni obecnie funkcję ośrodka rekreacyjnego, należącego do zakładów cukrowniczych w Kurszanach.
Majątek Pojeziory został opisany w 3. tomie Dziejów rezydencji na dawnych kresach Rzeczypospolitej Romana Aftanazego.

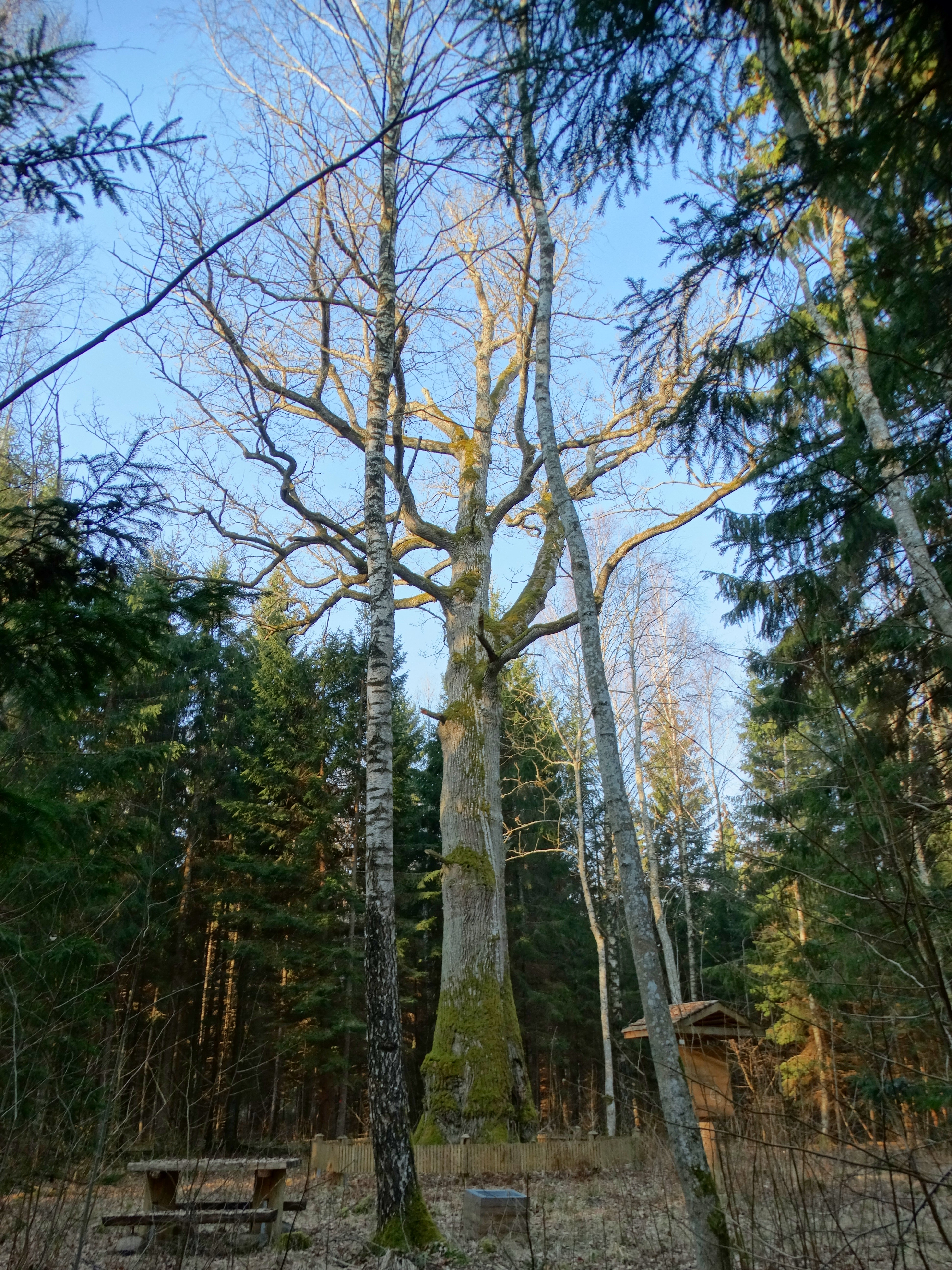
Dąb Pojeziory (2015)

## Stary dąb
Kilkaset metrów na wschód od wsi, w lesie stoi stary, wielki dąb będący pomnikiem przyrody. Jego obwód na wysokości 1,3 m to 6,65 m, wysokość – 33 m, wiek nie został podany.